# Astragalus viridiflavus
Astragalus viridiflavus là một loài thực vật có hoa trong họ Đậu. Loài này được N.Ulziykh. miêu tả khoa học đầu tiên.